# Клінічна смерть
Клінічна смерть — це стан організму, який виникає протягом декількох хвилин після зупинки дихання, кровообігу, коли зникають всі зовнішні прояви життєдіяльності. У цьому стані зовнішніх ознак смерті організму (відсутність серцевих скорочень, самостійного дихання, рефлексів на зовнішні дії) зберігається потенційна можливість відновлення його життєвих функцій за допомогою методики реанімації. При клінічній смерті на електрокардіограмі реєструється повне зникнення комплексів або фібрилярної осциляції, поступово зменшуваної частоти амплітуди, моно- або біполярні комплекси з відсутністю диференціювання між початковою та кінцевою частинами.

## Ознаки клінічної смерті
- Відсутність свідомості.
- Відсутність проявів дихання.
- Відсутність пульсу на магістральних судинах (стегнові та сонні артерії).
- Порушення серцевої діяльності.
- Розширення зіниць, відсутність їхньої реакції на світло.

До ознак клінічної смерті відносяться: відсутність мозкової діяльності, апное, асистолія. Дана тріада стосується раннього періоду клінічної смерті (коли з моменту асистолії пройшло кілька хвилин), і не поширюється на ті випадки, коли вже є виразні ознаки біологічної смерті. Що коротший період між констатацією клінічної смерті й початком проведення реанімаційних заходів, то більше шансів на життя у хворого, тому діагностика і лікування проводиться паралельно.
Відсутність мозкової діяльності діагностується на підставі відсутності свідомості та розширенням зіниць, які не реагує на світло.
Апное реєструється візуально, за відсутністю дихальних рухів грудної клітки.
Асистолія реєструється за відсутності пульсу на обох сонних артеріях. Перед визначенням пульсу рекомендується провести потерпілому штучну вентиляцію легенів.

## Допомога
1. Діагностика клінічної смерті — стану.
2. Забезпечити прохідність верхніх дихальних шляхів.
3. Укласти хворого на тверду горизонтальну поверхню, під шию покласти валик і максимально закинути голову; висунути вперед нижню щелепу, очистити носоглотку й рот за допомогою відсмоктувача або пальцем обмотаним бинтом чи носовою хустинкою.
4. Проведення штучного дихання за методом рот у рот. Один реаніматор на 2 вдихи — 30 компресій грудної клітки.
5. Відновити кровообіг: штучну вентиляцію легень поєднюють із непрямим масажем серця.

Комплекс невідкладних заходів, якій здійснюють хворим у стані клінічної смерті та направлений на відновлення життєдіяльності організму і попередження незворотних порушень його органів та систем, називається реанімацією. Людина, яка здійснює оживлення потерпілого, зветься реаніматором.
Через кожні 2 хвилини реанімації слід зробити перерву на кілька секунд для перевірки ефективності реанімації. Якщо протягом 30-40 хвилин ознаки клінічної смерті зберігаються — серцево-легеневу реанімацію можна припинити.